# دانشگاه دجله
دانشگاه دجله (به ترکی: Dicle Üniversitesi) در شهر دیاربکر ترکیه قرار دارد.